# 須恵町コミュニティバス

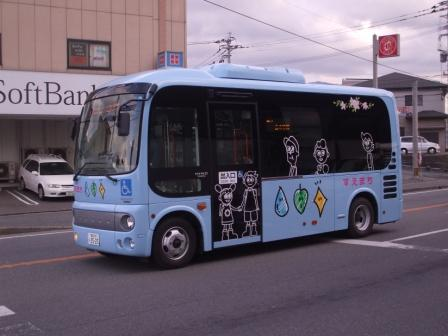
青色バス（ポンチョ）

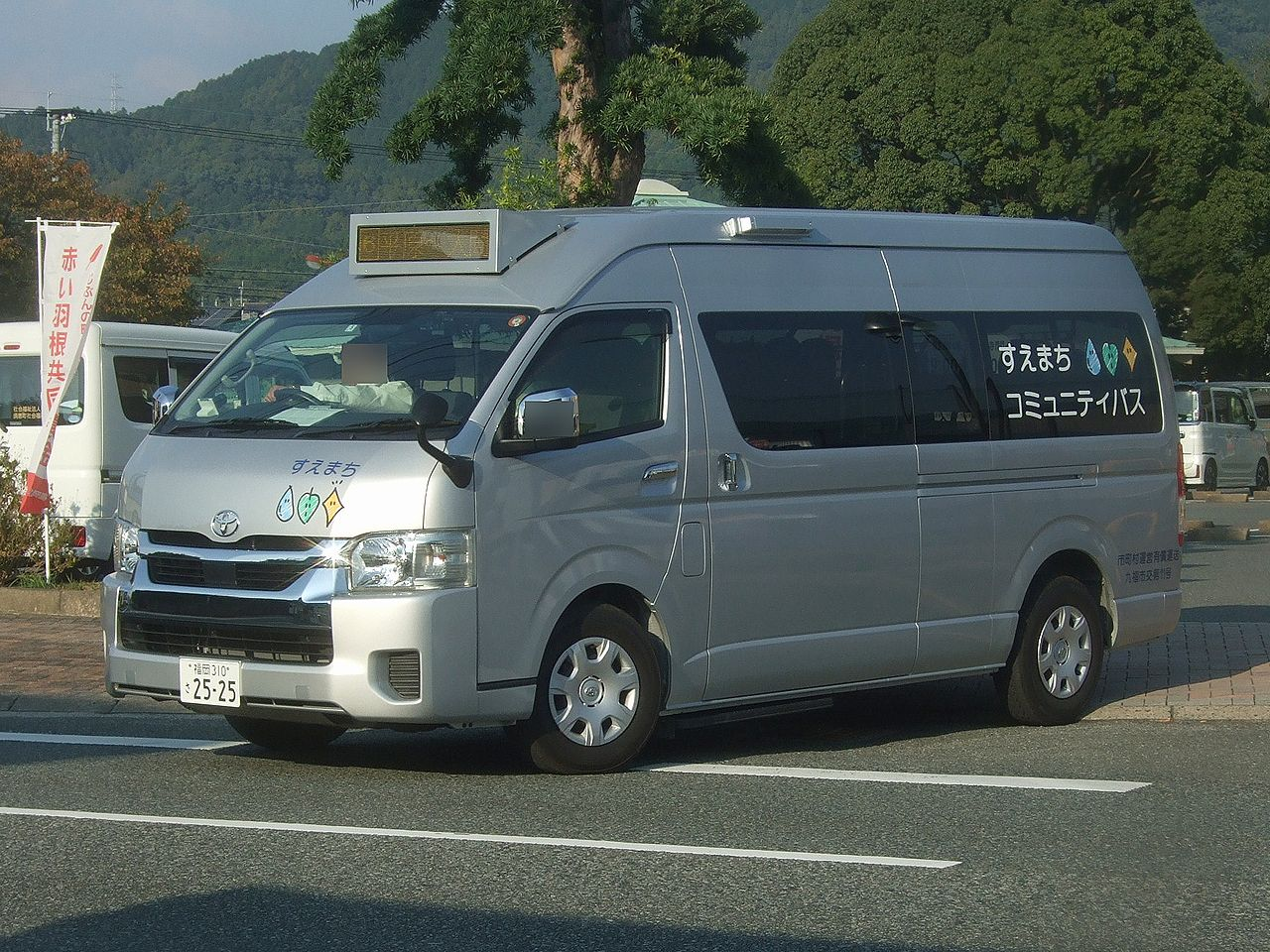
一部路線で使用されるハイエース

須恵町コミュニティバス（すえまちコミュニティバス）は、福岡県糟屋郡須恵町まちづくり課の所管により、須恵町内各地で運行するコミュニティバスである。
2010年（平成22年）2月1日運行開始。道路運送法第78条第2号に定める自家用有償旅客運送である。

## 沿革
2008年（平成20年）5月1日に設立された須恵町地域公共交通活性化協議会での協議により、町が運行していた無料福祉バスを移行して運行開始した。
- 2010年（平成22年）2月1日 - 運行開始[1]。当初は運賃無料で運行。
- 2010年（平成22年）4月1日 - 有料化。
- 2014年（平成26年）12月1日 - バス停名変更（中園子供広場→中園、東幼稚園→城山東、新原工業団地入口→泰平病院・永寿苑前）[2]。
- 2021年（令和3年）6月1日 - 新型コロナウイルスのワクチン接種を促進するため、2022年（令和4年）3月31日までの期間限定で全線無料化（接種者以外も含め全利用者が無料化対象）[3]。
- 2021年（令和3年）10月1日 - ダイヤ改正[4]。
  - 小学校校区を基準とした7路線に再編。
  - 新車両を導入し増発。

## 路線
以下の7路線があり、いずれも福祉センターを起終点とする循環路線となっている。運行時間は8時台から17時台まで。
[1] 一番田〜上須恵線（第一小学校区ルート）
須恵中学校先回り：福祉センター → 須恵中学校 → 須恵第一小学校南 → 金堀公園前 → 皿山公園入口 → 佐谷川原 → 皿山公園 → 平原池 → 皿山 → 上須恵消防格納庫 → 上須恵戸頃ふれあい会館 → 中園 → 一番田入口 →  一番田公民館 → 天神の木 → 福祉センター
上須恵口先回り：福祉センター → 上須恵口 → 一番田公民館 → （この間上記と逆順） → 福祉センター
交互に4往復ずつの運行。
[2] 乙植木〜須恵〜城山線（第二小学校区ルート）
須恵宝満宮先回り：福祉センター → 須恵宝満宮 → 須恵 → 旅石 → 須恵駅 → 乙植木 → 乙植木踏切前 → 乙植木コミセン → 中野 → 須恵第二小学校 → 四王田団地 → 赤坂 → 城山公民館 → 城山東 → 城山 → かやの → 一番田 → 藤浦公民館 → 久我記念館入口 → 市場池 → 藤浦公民館 → 天神の木 → 福祉センター
上須恵口先回り：福祉センター → 上須恵口 → 藤浦公民館 → （この間上記と逆順） → 福祉センター
交互に4往復ずつの運行。
[3] 旅石〜山の神〜新原線（第三小学校区ルート）
須恵宝満宮先回り：福祉センター → 須恵宝満宮 → 須恵 → 甲植木踏切前 → 旅石公民館 → コメリパワー須恵店前 → ぼた山整理記念碑前 → 西原 → 西原第一公民館 → 西体育館 → 旭ヶ丘児童遊園 → 恵西公民館 → 山の神広場 → 旅石郵便局 → 昭穂児童遊園 → 須原台入口 → 正信会水戸病院前 → 須恵第三小学校 → JA育苗センター → 新原昭元町集会所 → 新原児童公園 → 新原駅口 → 新原向原 → 須恵中央駅 → 須恵町役場 → 福祉センター
須恵町役場先回り：（上記と逆順）
交互に4往復ずつの運行。
[4] 佐谷〜川子線（第一小学校区ルート）
仲島入口先回り：福祉センター → 仲島入口 → 永原 → 上永原団地 → 佐谷 → 須恵第一小学校南 → 南米里公民館 → 泰平病院・永寿苑前 → 川子公民館 → 川子入口 → 福祉センター
川子入口先回り：福祉センター → 天神の木 → 仲島入口 → （この間上記と逆順） → 福祉センター
交互に4往復ずつの運行。
[5] 佐谷〜建正寺線（第一小学校区ルート）
泰平病院・永寿苑前先回り：福祉センター → 泰平病院・永寿苑前 → 新原工業団地 → 南米里7組 → 田床入口 → 【佐谷建正寺 → 立花寺】 → 運動公園入口 → 観音谷集会所 → 上の原 → 古の添 → 佐谷 → 仲島入口 → 天神の木 → 福祉センター
仲島入口先回り：福祉センター → 仲島入口 → （この間上記と逆順、ただし【 】内は上記と同順） → 福祉センター
交互に2往復ずつの運行。
[6] 平原〜大間線（第二小学校区ルート）
須恵宝満宮先回り：福祉センター → 須恵宝満宮 → 甲植木上 → 甲植木下 → 平原 → 大間 → 平原 → 東中下 → 甲植木上 → 赤坂 → 福祉センター
赤坂先回り：（上記と逆順）
交互に2往復ずつの運行。
[7] 中央循環線
赤坂先回り：福祉センター → 赤坂 → 四王田団地 → 旅石八幡前 → 西原 → ぼた山整理記念碑前 → 須恵IC入口 → めぐみ保育園 → 須恵中央駅 → 須恵町役場 → 福祉センター
須恵町役場先回り：（上記と逆順）
交互に5往復ずつの運行。

## 運賃
- 運賃は中学生以上が1回乗車につき100円均一、後払い方式。乳幼児・小学生は無料。65歳以上の高齢者（介護保険被保険者証所持者）および障がい者（身体障害者手帳、療育手帳、精神障害者保健福祉手帳所持者）とその介助者1人も無料。
- 回数券（100円券12枚つづりで1,000円）、定期券（全線に1か月有効で2,000円）あり。
- 福祉センターでは乗継券を発行する。

## 車両
予備車を含め5台を使用する。
運行開始時には日野・ポンチョを2台導入した。うち1台がピンク色地の「桃色バス」で、もう1台が青色地の「青色バス」となっている。2021年10月ダイヤ改正時には緑色地の日野・ポンチョの「緑色バス」と、銀色のトヨタ・ハイエースを各1台追加導入した。「控えバス」（予備車）の1台はトヨタ・コースター。
一番田〜上須恵線、乙植木〜須恵〜城山線、旅石〜山の神〜新原線、佐谷〜川子線の各線ではポンチョが使用され、佐谷〜建正寺線、平原〜大間線ではハイエースが使用される。中央循環線は便によりポンチョが使用される便とハイエースが使用される便がある。
自家用有償旅客運送のためいずれもナンバープレートは白ナンバーである。また控えバス以外の各車はいずれもナンバープレートの番号が「2525」に揃えられている。